# It's in the Water
It's in the Water (Está en el agua) es una película independiente de 1997 de temática LGBT. Fue escrita y dirigida por Kelli Herd, y protagonizada por Keri Jo Chapman (Alex), Teresa Garrett (Grace), Derrick Sanders (Mark), Timothy Vahle (Tomas), Nancy Chartier (Sloan) y John Hallum (Spencer). La película trata los temas de la homosexualidad, el sida, salir del armario y los prejuicios de un pueblo pequeño. La película obtuvo el premio del público en el Philadelphia International Gay & Lesbian Film Festival (1997). Recibió asimismo buenas críticas y se convirtió con el tiempo en un clásico del cine lésbico. Kelli Herd tuvo que financiar su propia película vendiendo su casa y coche, y tuvo muchos problemas para encontrar un distribuidor, pues la mayoría le dijeron que no creían posible que la comunidad LGBT pudiera amortizar la película.
La película muestra a Alex, una mujer casada y miembro de una asociación junior league del pueblo ficticio de Azalea Springs, Tejas, que va a hacer voluntariado en un hospicio de enfermos de sida. Le acompaña entre otras personas Sloan, una mujer superficial y cotilla. En el hospicio trabaja como enfermera Grace, antigua compañera de colegio de Alex, con la que renueva la amistad, y a la que eventualmente confesará ser lesbiana. En el hospicio se encuentra internado Bruce, pareja de Spencer, y amigos ambos de Alex. Durante una fiesta en la que coinciden, un borracho Spencer dice que es homosexual por algo que bebió en el agua, y una igualmente borracha Sloan lo oye y empieza a correr el rumor. Mark es un joven periodista que va a reuniones de ex gays en la parroquia local (cuyo cura quiere además cerrar el hospicio), y pese a sus protestas, su padre (director del periódico local) publica la noticia y presiona para que se hagan pruebas al agua. A partir de ahí las reacciones se suceden, y Alex deberá asumir sus sentimientos hacia Grace, y hacer frente a la desaprobación de su madre, su marido y sus vecinos, que comienzan a hacerle la vida imposible.